# Aricoris campestris
Aricoris campestris is een vlindersoort uit de familie van de prachtvlinders (Riodinidae), onderfamilie Riodininae.
Aricoris campestris werd in 1868 beschreven door H. Bates.